# Fatiga visual
La fatiga visual no és una patologia sino que arriba a sentir-la l'ésser humà com a conseqüència d'haver exigit massa als ulls, apareix després de realitzar un esforç acomodatiu excessiu. La musculatura de l'ull es troba més o menys relaxada quan es veu de lluny, al mirar l'horitzó, per exemple. Però quan enfoca de prop ha de realitzar un treball major (portar a terme un treball acomodatiu major). Al passar molta estona llegint o mirant una pantalla aquesta musculatura manifesta cansament.
La fatiga visual també apareix quan s'ha realitzat una activitat que exigeix canvis acomodatius constants. Per exemple, per conduir els ulls han de passar freqüentment de vista de prop (retrovisors, quadre de comandament...) a vista de lluny (carretera, senyals...). En condicions de molta o poca llum els ulls també es veuran obligats a fer un major esforç per enfocar, el que pot ocasionar també aquest cansament ocular tan molest.
És també important destacar que la fatiga visual es torna més freqüent després de l'aparició de la presbícia o vista cansada, normalment a partir dels aproximats 40 anys, perquè el mecanisme d'acomodació comença a ser més difícil.

## Símptomes de la fatiga visual
Les manifestacions de la fatiga visual són molt variades, com també ho són les causes que la produeixen. A més, a cadascun li pot afectar d'una manera distinta, ja que tot depèn de la seva morfologia i hàbits visuals. Com a cosa general, una persona amb fatiga visual sent:
- Malestar als ulls: calor, picor, inflamació, ‘’sensació de sorra’’ o punxades. Normalment es tracta de sensacions internes que no es manifesten de forma exterior, malgrat que pot haver-hi excepcions. Moltes vegades l'envermelliment associat a la fatiga ocular es conseqüència d'haver-se fretat els ulls per alleujar el malestar. Les molèsties mencionades poder estar localitzades als ulls, generalment, però també al seu contorn, el pont nasal o a la conca de l'ull.
- Mal de cap: apareixen també com a conseqüència d'haver-se realitzat un gran esforç acomodatiu. Es diferencien d'altres tipus de mals de cap (cefalees tensionals, migranyes…) perquè es localitzen a la zona dels ulls o al front i irradien cap enrere. A més se senten a ambdós costats del cap.
- Inflamació i envermelliment: a vegades aquesta sensació d'inflamació als ulls té una manifestació externa que, de forma general, ve acompanyada de llagrimeig. És una inflamació lleu que no es sol confondre amb episodis d'al·lèrgia o d'infecció, ja que en aquests últims casos les manifestacions són molt més dures.
- Visió borrosa: no és freqüent que la fatiga visual vingui acompanyada de dificultat visual malgrat que, en algunes ocasions, qui la pateix pot percebre les imatges menys nítides. Si s'interromp l'activitat i es descansa la visió borrosa desapareixerà en un instant.

## Tractament per la fatiga visual
Per donar menys treball als ulls i retardar l'aparició de la fatiga visual és important:
- Tenir compte amb la llum: ens hem d'assegurar que es rep la llum necessària per l'activitat que s'està realitzant: si hi ha massa o poca llum a l'ull li costarà més enfocar. Hem de comprovar també que no ens arriben reflexos. És recomanable utilitzar ulleres de sol polaritzades en activitats d'exterior, sobretot quan trobem massa lluminositat o estem conduint.
- Fer descansos: quan comencem a notar la molèstia als ulls, hem de parar una estona i realitzar una activitat més relaxant que no exigeixi tant d'esforç d'acomodació. Després del descans es podrà reprendre l'activitat anterior.
- Buscar nous enfocs: dedicar uns minuts a canviar els objectes de l'entorn (com, per exemple, allunyar una mica més l'ordinador) i a mirar coses a llarga distància (a més de 6 metres). Si treballem amb una pantalla, hem d'aprofitar en aquests minuts per comprovar si la lluentor és l'adequada i augmentar la mida de les lletres o imatges amb les que estem treballant.

Però, si la fatiga visual ja és present als teus ulls, si notes que els ulls et piquen i et llagrimegen: 
- Proporciona obscuritat total als ulls: tapant-los amb les mans durant una estona, per exemple. Quan es doni per finalitzat el descans, s'aparten les mans i s'obren els ulls lentament per no sentir molèstia de la llum.

- Aplicar fred als ulls: en posició horitzontal amb una màscara de fred durant 10-20 minuts.
- Fer massatges suaument amb els dits de forma circular a la zona amb crema hidratant de contorn d'ulls .

## Fatiga visual digital
Als últims anys el món digital s'ha integrat a la vida diària: vivim rodejats d'ordinadors, smartphones, tablets... que sobreexposen els nostres ulls a un entorn de multipantalla. Aquesta situació proporciona als nostres ulls l'aparició de nous problemes de visió, com és el cas del Síndrome Visual Informàtic (SVI).
Tal com s'extreu d'un estudi recent realitzat pel Col·legi Oficial d'Òptics Optometristes de Catalunya (COOOC), portat a terme per la campanya ‘’Visió i Pantalles'’, una de cada set persones pateix el SVI. En consonància amb les seves conclusions, ´romandre davant d'una pantalla més de tres hores al dia augmenta el risc de fer manifestar el SVI. Segons les dades extretes de l'estudi, al nostre país, els menors de 30 anys passen 10 hores i mitja diàries visualitzant pantalles, mentre que la població entre 31 i 45 passen 9,3 hores, els d'entre 46 i 60, 8.3 hores, i els majors de 60 anys, 3.8 hores.
Per evitar l'aparició del SVI és important observar la regla del 20, 20, 20: apartar la mirada de la pantalla durant 20 segons cada 20 minuts enfocant a una distància de 20 pues (uns 6 metres aproximats). Els experts destaquen també que és important que no hagi reflexos a la pantalla, adoptar una postura correcta davant l'ordinador i tancar els ulls i parpellejar amb freqüència.
També s'expliquen en aquests estudis el perquè de la prejudicialitat de les pantalles als ulls i és que la llum d'aquestes i els LED emeten una gran quantitat de raigs ultra-violeta, d'alta energia, els quals fan mal a les cèl·lules de la màcula, un teixit sensible a la llum situat a la part del fons de l'ull, al centre de a retina. Això augmenta el risc de patir DMAE (Degeneració Macular Associada a l'Edat), una de les principals causes de ceguesa del món. La llum ultraviolada també és una de les principals causes de la fatiga (i l'estrès) visual.

## Diferència entre vista cansada i fatiga visual
Ambdues poden produir símptomes semblants però provenen de causes diferents:
La fatiga visual està produïda per un sobreesforç puntual realitzat durant hores i/o durant alguns dies que fa fatigar els músculs ciliars i dificulta, de forma momentània, els canvis de forma del cristal·lí que permeten un enfocament de prop.
No obstant, la vista cansada és un error refractiu o defecte visual conseqüència lògica del pas dels anys, produïda perquè l cristal·lí ha perdut la seva elasticitat i, com a conseqüència, la seva capacitat de canviar de forma. És important recordar que quan la vista cansada es manifesta, a partir dels 40-45 anys, els episodis de fatiga visual es tornen més freqüents.
La solució més indicada per millorar la nitidesa i agudesa de visió són les lents progressives.

## La fatiga visual es pot solucionar
La fatiga visual és, per tant, un cansament puntual als ulls, que provoca molèsties visuals (picor, visió borrosa...) i que es soluciona donant descans als ulls, apartant-los de l'activitat que els sobrecarrega. Actualment, la fatiga visual més comú és aquella relacionada amb les pantalles (SVI).

## Llistat de referències
1. ↑  «“Visió i pantalles”, una campanya per a prendre consciència - Òptica Vayreda». [Consulta: 11 desembre 2018].
2. ↑  «¿Conoces la regla 20-20-20 para cuidar tu vista?» (en espanyol europeu), 06-06-2018. [Consulta: 11 desembre 2018].